# Saison NBA 1989-1990
Navigation
Saison 1988-1989 Saison 1990-1991
La saison NBA 1989-1990 est la 41e saison de la NBA (la 44e en comptant les 3 saisons de BAA). Les Pistons de Détroit  remportent le titre NBA en battant en Finale les Trail Blazers de Portland par 4 victoires à 1. Pour la deuxième saison consécutive, la ligue connait une nouvelle expansion avec l'arrivée de deux nouvelles franchises, les Timberwolves du Minnesota et le Magic d'Orlando, passant ainsi de 25 à 27 équipes.

## Faits notables
- Le All-Star Game 1990 s'est déroulé à la Miami Arena à Miami où l'Est a battu l'Ouest 130-113. Magic Johnson (Lakers de Los Angeles) a été élu Most Valuable Player.
- Les Timberwolves du Minnesota et le Magic d'Orlando intègrent la NBA pour devenir les 26e et 27e franchises de la ligue.
- Le 14 février 1990, juste avant la rencontre des Bulls de Chicago face au Magic d'Orlando, le maillot numéro 23 de Michael Jordan est volé et il portera le numéro 12 lors de cette rencontre. Michael mettra 49 points mais cela n'empêchera pas aux Bulls de s'incliner après prolongations.
- John Stockton avec 14,54 passes décisives par match réalise cette saison-là la plus haute moyenne de l'histoire dans cette catégorie.

## Classements de la saison régulière
| Champion de division | Qualifié pour les playoffs | Non qualifié pour les playoffs |

### Par division
| Division Atlantique   | V  | D  | PCT  | GB |
| --------------------- | -- | -- | ---- | -- |
| 76ers de Philadelphie | 53 | 29 | 64.6 | -  |
| Celtics de Boston     | 52 | 30 | 63.4 | 1  |
| Knicks de New York    | 45 | 37 | 54.9 | 8  |
| Bullets de Washington | 31 | 51 | 37.8 | 22 |
| Heat de Miami         | 18 | 64 | 22.0 | 35 |
| Nets du New Jersey    | 17 | 65 | 20.7 | 36 |

| Division Centrale      | V  | D  | PCT  | GB |
| ---------------------- | -- | -- | ---- | -- |
| Pistons de Détroit C   | 59 | 23 | 72.0 | -  |
| Bulls de Chicago       | 55 | 27 | 67.1 | 4  |
| Bucks de Milwaukee     | 44 | 38 | 53.7 | 15 |
| Cavaliers de Cleveland | 42 | 40 | 51.2 | 17 |
| Pacers de l'Indiana    | 42 | 40 | 51.2 | 17 |
| Hawks d'Atlanta        | 41 | 41 | 50.0 | 18 |
| Magic d'Orlando        | 18 | 64 | 22.0 | 41 |

| Division Midwest          | V  | D  | PCT  | GB |
| ------------------------- | -- | -- | ---- | -- |
| Spurs de San Antonio      | 56 | 26 | 68.3 | -  |
| Jazz de l'Utah            | 55 | 27 | 67.1 | 1  |
| Mavericks de Dallas       | 47 | 35 | 57.3 | 9  |
| Nuggets de Denver         | 43 | 39 | 52.4 | 13 |
| Rockets de Houston        | 41 | 41 | 50.0 | 15 |
| Timberwolves du Minnesota | 22 | 60 | 26.8 | 34 |
| Hornets de Charlotte      | 19 | 63 | 23.2 | 37 |

| Division Pacifique        | V  | D  | PCT  | GB |
| ------------------------- | -- | -- | ---- | -- |
| Lakers de Los Angeles     | 63 | 19 | 76.8 | -  |
| Trail Blazers de Portland | 59 | 23 | 72.0 | 4  |
| Suns de Phoenix           | 54 | 28 | 65.9 | 9  |
| SuperSonics de Seattle    | 41 | 41 | 50.0 | 22 |
| Warriors de Golden State  | 37 | 45 | 45.1 | 26 |
| Clippers de Los Angeles   | 30 | 52 | 36.6 | 33 |
| Kings de Sacramento       | 23 | 59 | 28.0 | 40 |

### Par conférence
| Conférence Est | Conférence Est         | Conférence Est | Conférence Est | Conférence Est |
| No             | Franchise              | Vic.           | Déf.           | PCT            |
| -------------- | ---------------------- | -------------- | -------------- | -------------- |
| 1              | Pistons de Détroit C   | 59             | 23             | 72.0           |
| 2              | 76ers de Philadelphie  | 53             | 29             | 64.6           |
| 3              | Bulls de Chicago       | 55             | 27             | 67.1           |
| 4              | Celtics de Boston      | 52             | 30             | 63.4           |
| 5              | Knicks de New York     | 45             | 37             | 54.9           |
| 6              | Bucks de Milwaukee     | 44             | 38             | 53.7           |
| 7              | Cavaliers de Cleveland | 42             | 40             | 51.2           |
| 8              | Pacers de l'Indiana    | 42             | 40             | 51.2           |
|                |                        |                |                |                |
| 9              | Hawks d'Atlanta        | 41             | 41             | 50.0           |
| 10             | Bullets de Washington  | 31             | 51             | 37.8           |
| 11             | Heat de Miami          | 18             | 64             | 22.0           |
| 12             | Magic d'Orlando        | 18             | 64             | 22.0           |
| 13             | Nets du New Jersey     | 17             | 65             | 20.7           |

| Conférence Ouest | Conférence Ouest          | Conférence Ouest | Conférence Ouest | Conférence Ouest |
| No               | Franchise                 | Vic.             | Déf.             | PCT              |
| ---------------- | ------------------------- | ---------------- | ---------------- | ---------------- |
| 1                | Lakers de Los Angeles     | 63               | 19               | 76.8             |
| 2                | Spurs de San Antonio      | 56               | 26               | 68.3             |
| 3                | Trail Blazers de Portland | 59               | 23               | 72.0             |
| 4                | Jazz de l'Utah            | 55               | 27               | 67.1             |
| 5                | Suns de Phoenix           | 54               | 28               | 65.9             |
| 6                | Mavericks de Dallas       | 47               | 35               | 57.3             |
| 7                | Nuggets de Denver         | 43               | 39               | 52.4             |
| 8                | Rockets de Houston        | 41               | 41               | 50.0             |
|                  |                           |                  |                  |                  |
| 9                | SuperSonics de Seattle    | 41               | 41               | 50.0             |
| 10               | Warriors de Golden State  | 37               | 45               | 45.1             |
| 11               | Clippers de Los Angeles   | 30               | 52               | 36.6             |
| 12               | Kings de Sacramento       | 23               | 59               | 28.0             |
| 13               | Timberwolves du Minnesota | 22               | 60               | 26.8             |
| 14               | Hornets de Charlotte      | 19               | 63               | 23.2             |

C - Champions NBA

## Playoffs
|  | 1er tour         | 1er tour               | 1er tour                  |   |                           | Demi-finales de Conférence | Demi-finales de Conférence | Demi-finales de Conférence |  |   | Finales de Conférence | Finales de Conférence | Finales de Conférence |  |    | Finales NBA        | Finales NBA | Finales NBA |
|  |                  |                        |                           |   |                           |                            |                            |                            |  |   |                       |                       |                       |  |    |                    |             |             |
|  | 1                | Pistons de Détroit     | 3                         |   |                           |                            |                            |                            |  |   |                       |                       |                       |  |    |                    |             |             |
|  | 8                | Pacers de l'Indiana    | 0                         |   |                           |                            |                            |                            |  |   |                       |                       |                       |  |    |                    |             |             |
|  | 8                | Pacers de l'Indiana    | 0                         |   | 1                         | Pistons de Détroit         | 4                          |                            |  |   |                       |                       |                       |  |    |                    |             |             |
|  |                  |                        |                           |   | 1                         | Pistons de Détroit         | 4                          |                            |  |   |                       |                       |                       |  |    |                    |             |             |
|  |                  | 5                      | Knicks de New York        | 1 |                           |                            |                            |                            |  |   |                       |                       |                       |  |    |                    |             |             |
|  | 4                | 5                      | Knicks de New York        | 1 | Celtics de Boston         | 2                          |                            |                            |  |   |                       |                       |                       |  |    |                    |             |             |
|  | 4                |                        |                           |   | Celtics de Boston         | 2                          |                            |                            |  |   |                       |                       |                       |  |    |                    |             |             |
|  | 5                | Knicks de New York     | 3                         |   |                           |                            |                            |                            |  |   |                       |                       |                       |  |    |                    |             |             |
|  | 5                | Knicks de New York     | 3                         |   |                           |                            |                            |                            |  | 1 | Pistons de Détroit    | 4                     |                       |  |    |                    |             |             |
|  | Conférence Est   |                        |                           |   |                           |                            |                            |                            |  | 1 | Pistons de Détroit    | 4                     |                       |  |    |                    |             |             |
|  |                  | 3                      | Bulls de Chicago          | 3 |                           |                            |                            |                            |  |   |                       |                       |                       |  |    |                    |             |             |
|  | 3                | 3                      | Bulls de Chicago          | 3 | Bulls de Chicago          | 3                          |                            |                            |  |   |                       |                       |                       |  |    |                    |             |             |
|  | 3                |                        |                           |   | Bulls de Chicago          | 3                          |                            |                            |  |   |                       |                       |                       |  |    |                    |             |             |
|  | 6                | Bucks de Milwaukee     | 1                         |   |                           |                            |                            |                            |  |   |                       |                       |                       |  |    |                    |             |             |
|  | 6                | Bucks de Milwaukee     | 1                         |   | 3                         | Bulls de Chicago           | 4                          |                            |  |   |                       |                       |                       |  |    |                    |             |             |
|  |                  |                        |                           |   | 3                         | Bulls de Chicago           | 4                          |                            |  |   |                       |                       |                       |  |    |                    |             |             |
|  |                  | 2                      | 76ers de Philadelphie     | 1 |                           |                            |                            |                            |  |   |                       |                       |                       |  |    |                    |             |             |
|  | 2                | 2                      | 76ers de Philadelphie     | 1 | 76ers de Philadelphie     | 3                          |                            |                            |  |   |                       |                       |                       |  |    |                    |             |             |
|  | 2                |                        |                           |   | 76ers de Philadelphie     | 3                          |                            |                            |  |   |                       |                       |                       |  |    |                    |             |             |
|  | 7                | Cavaliers de Cleveland | 2                         |   |                           |                            |                            |                            |  |   |                       |                       |                       |  |    |                    |             |             |
|  | 7                | Cavaliers de Cleveland | 2                         |   |                           |                            |                            |                            |  |   |                       |                       |                       |  | E1 | Pistons de Détroit | 4           |             |
|  |                  |                        |                           |   |                           |                            |                            |                            |  |   |                       |                       |                       |  | E1 | Pistons de Détroit | 4           |             |
|  |                  | O3                     | Trail Blazers de Portland | 1 |                           |                            |                            |                            |  |   |                       |                       |                       |  |    |                    |             |             |
|  | 1                | O3                     | Trail Blazers de Portland | 1 | Lakers de Los Angeles     | 3                          |                            |                            |  |   |                       |                       |                       |  |    |                    |             |             |
|  | 1                |                        |                           |   | Lakers de Los Angeles     | 3                          |                            |                            |  |   |                       |                       |                       |  |    |                    |             |             |
|  | 8                | Rockets de Houston     | 1                         |   |                           |                            |                            |                            |  |   |                       |                       |                       |  |    |                    |             |             |
|  | 8                | Rockets de Houston     | 1                         |   | 1                         | Lakers de Los Angeles      | 1                          |                            |  |   |                       |                       |                       |  |    |                    |             |             |
|  |                  |                        |                           |   | 1                         | Lakers de Los Angeles      | 1                          |                            |  |   |                       |                       |                       |  |    |                    |             |             |
|  |                  | 5                      | Suns de Phoenix           | 4 |                           |                            |                            |                            |  |   |                       |                       |                       |  |    |                    |             |             |
|  | 4                | 5                      | Suns de Phoenix           | 4 | Jazz de l'Utah            | 2                          |                            |                            |  |   |                       |                       |                       |  |    |                    |             |             |
|  | 4                |                        |                           |   | Jazz de l'Utah            | 2                          |                            |                            |  |   |                       |                       |                       |  |    |                    |             |             |
|  | 5                | Suns de Phoenix        | 3                         |   |                           |                            |                            |                            |  |   |                       |                       |                       |  |    |                    |             |             |
|  | 5                | Suns de Phoenix        | 3                         |   |                           |                            |                            |                            |  | 5 | Suns de Phoenix       | 2                     |                       |  |    |                    |             |             |
|  | Conférence Ouest |                        |                           |   |                           |                            |                            |                            |  | 5 | Suns de Phoenix       | 2                     |                       |  |    |                    |             |             |
|  |                  | 3                      | Trail Blazers de Portland | 4 |                           |                            |                            |                            |  |   |                       |                       |                       |  |    |                    |             |             |
|  | 3                | 3                      | Trail Blazers de Portland | 4 | Trail Blazers de Portland | 3                          |                            |                            |  |   |                       |                       |                       |  |    |                    |             |             |
|  | 3                |                        |                           |   | Trail Blazers de Portland | 3                          |                            |                            |  |   |                       |                       |                       |  |    |                    |             |             |
|  | 6                | Mavericks de Dallas    | 0                         |   |                           |                            |                            |                            |  |   |                       |                       |                       |  |    |                    |             |             |
|  | 6                | Mavericks de Dallas    | 0                         |   | 3                         | Trail Blazers de Portland  | 4                          |                            |  |   |                       |                       |                       |  |    |                    |             |             |
|  |                  |                        |                           |   | 3                         | Trail Blazers de Portland  | 4                          |                            |  |   |                       |                       |                       |  |    |                    |             |             |
|  |                  | 2                      | Spurs de San Antonio      | 3 |                           |                            |                            |                            |  |   |                       |                       |                       |  |    |                    |             |             |
|  | 2                | 2                      | Spurs de San Antonio      | 3 | Spurs de San Antonio      | 3                          |                            |                            |  |   |                       |                       |                       |  |    |                    |             |             |
|  | 2                |                        |                           |   | Spurs de San Antonio      | 3                          |                            |                            |  |   |                       |                       |                       |  |    |                    |             |             |
|  | 7                | Nuggets de Denver      | 0                         |   |                           |                            |                            |                            |  |   |                       |                       |                       |  |    |                    |             |             |

## Leaders de la saison régulière
| Catégorie                      | Joueur          | Équipe                 | Statistiques |
| ------------------------------ | --------------- | ---------------------- | ------------ |
| Points par match               | Michael Jordan  | Bulls de Chicago       | 33.6         |
| Rebonds par match              | Hakeem Olajuwon | Rockets de Houston     | 14.0         |
| Passes décisives par match     | John Stockton   | Jazz de l'Utah         | 14.5         |
| Interceptions par match        | Michael Jordan  | Bulls de Chicago       | 2.8          |
| Contres par match              | Hakeem Olajuwon | Rockets de Houston     | 4.6          |
| Pourcentage aux tirs           | Mark West       | Suns de Phoenix        | 62.5         |
| Pourcentage à 3 points         | Steve Kerr      | Cavaliers de Cleveland | 50.7         |
| Pourcentage aux lancers-francs | Larry Bird      | Celtics de Boston      | 93.0         |

## Récompenses individuelles
- Most Valuable Player : Magic Johnson, Lakers de Los Angeles
- Rookie of the Year : David Robinson, Spurs de San Antonio
- Defensive Player of the Year : Dennis Rodman, Pistons de Détroit
- Sixth Man of the Year : Ricky Pierce, Bucks de Milwaukee
- Most Improved Player : Rony Seikaly, Heat de Miami
- Coach of the Year : Pat Riley, Lakers de Los Angeles
- Executive of the Year : Bob Bass, Spurs de San Antonio
- J.Walter Kennedy Sportsmanship Award : Doc Rivers, Hawks d'Atlanta

- All-NBA First Team :
  - F - Karl Malone, Jazz de l'Utah
  - F - Charles Barkley, 76ers de Philadelphie
  - C - Patrick Ewing, Knicks de New York
  - G - Michael Jordan, Bulls de Chicago
  - G - Magic Johnson, Lakers de Los Angeles

- All-NBA Second Team :
  - F - Larry Bird, Celtics de Boston
  - F - Tom Chambers, Suns de Phoenix
  - C - Hakeem Olajuwon,Rockets de Houston
  - G - John Stockton, Jazz de l'Utah
  - G - Kevin Johnson, Suns de Phoenix

- All-NBA Third Team :
  - F - James Worthy, Lakers de Los Angeles
  - F - Chris Mullin, Warriors de Golden State
  - C - David Robinson, Spurs de San Antonio
  - G - Clyde Drexler, Trail Blazers de Portland
  - G - Joe Dumars, Pistons de Détroit

- NBA All-Rookie First Team :
  - Tim Hardaway, Warriors de Golden State
  - Pooh Richardson, Timberwolves du Minnesota
  - David Robinson, Spurs de San Antonio
  - Sherman Douglas, Heat de Miami
  - Vlade Divac, Lakers de Los Angeles

- NBA All-Rookie Second Team :
  - J. R. Reid, Hornets de Charlotte
  - Sean Elliott, Spurs de San Antonio
  - Stacey King, Bulls de Chicago
  - Blue Edwards, Jazz de l'Utah
  - Glen Rice, Heat de Miami

- NBA All-Defensive First Team :
  - Dennis Rodman, Pistons de Détroit
  - Buck Williams, Trail Blazers de Portland
  - Hakeem Olajuwon, Rockets de Houston
  - Michael Jordan, Bulls de Chicago
  - Joe Dumars, Pistons de Detroit

- NBA All-Defensive Second Team :
  - Kevin McHale, Celtics de Boston
  - Rick Mahorn, 76ers de Philadelphie
  - David Robinson, Spurs de San Antonio
  - Derek Harper, Mavericks de Dallas
  - Alvin Robertson, Bucks de Milwaukee

- MVP des Finales : Isiah Thomas, Pistons de Détroit